# Léon Eyrolles
 (mai 2021).
Si vous disposez d'ouvrages ou d'articles de référence ou si vous connaissez des sites web de qualité traitant du thème abordé ici, merci de compléter l'article en donnant les références utiles à sa vérifiabilité et en les liant à la section « Notes et références ».
Léon Eyrolles (né à Tulle le 15 décembre 1861 - mort à Cachan le 3 décembre 1945) est un homme politique et entrepreneur français, fondateur de l'École chez soi en 1891, puis de l'École spéciale des travaux publics et des éditions Eyrolles.

## Biographie

### Le pédagogue
Né dans un milieu modeste, Léon Eyrolles est reçu en 1882 conducteur des Ponts et Chaussées. Tout en exerçant ses fonctions dans l’administration, il aide quelques collègues à préparer le concours de conducteur des Ponts et Chaussées. L’École des ponts et chaussées est pratiquement le seul établissement d’enseignement supérieur dans le domaine des travaux publics alors que l’époque est aux grands travaux sollicités par la révolution technique (avènement de l'électricité, du téléphone, naissance de l’architecture métallique, du béton armé etc.).
En 1891, Léon Eyrolles crée un cours par correspondance dénommé l'École chez soi. En 1898, il se consacre exclusivement à l'enseignement et installe les classes et bureaux de l’École des travaux publics au quartier Latin. Peu à peu, avec le soutien des pouvoirs publics et de la profession, il achète un vaste terrain à Cachan vers 1902, pour y installer des ateliers nécessaires aux épreuves pratiques et bientôt un internat. Le développement de l'École spéciale des travaux publics, du bâtiment et de l'industrie ne fait que commencer.
En 1906, il épouse l'artiste peintre Cécile Hertz.
En 1925, il crée également la Librairie de l'enseignement technique, qui deviendra le groupe Eyrolles.
Peu avant la Seconde Guerre mondiale, il accueille dans ses locaux du 1, rue Thénard, le Jiu-Jitsu-Club de France, 1er club de judo de France, créé en 1936 par Moshe Feldenkrais et dont le président est Charles Faroux.

### Mandat politique
Conseiller municipal de la ville de Cachan dès 1924, il en devient maire de mai 1929 au 21 août 1944. Il était le doyen des maires du département de la Seine à la fin de son dernier mandat, durant lequel il fit construire l'actuel hôtel de ville, inauguré en 1935.

### Distinctions
- Commandeur de la Légion d'honneur
- Officier de l'instruction publique
- Commandeur de l'Ordre royal de Saint-Sava

### Famille et descendance
Son épouse, Cécile Hertz, artiste peintre, sociétaire du Salon d'automne (elle signe Hertz-Eyrolles), était la sœur de l'anthropologue Robert Hertz. Bien qu'elle ait été internée sous l'occupation nazie, elle fut elle-même l'une des doyennes de Cachan et s'éteignit presque centenaire en 1974.
Ils ont eu trois enfants, Marc, Solange et Béatrice Eyrolles.
Son fils, l'ingénieur Marc Eyrolles (25/1/1909 Cachan - 11/4/2006), docteur de l'École des arts et métiers prend sa succession comme directeur de l'École spéciale des travaux publics et du bâtiment depuis 1945.
Son petit-fils Serge Eyrolles (né en 1947), docteur ès sciences, directeur de l'école de 1978 à 2010, fut président du syndicat de l'édition pendant dix-neuf ans jusqu'au 24 juin 2010.
Léon Eyrolles est inhumé dans le caveau familial au cimetière de Cachan.